# Збудження в електротехніці
Збудження в електротехніці — створення в електричній машині магнітного потоку, з яким взаємодіятиме магнітне поле якоря.
Пристрій створення потоку збудження називається індуктором, ним можуть бути як постійні магніти, і електромагніти (обмотки). Індуктор може розташовуватися як на статорі машини (в машині постійного струму, МПТ), так і на роторі (в синхронній машині), в цьому випадку якорем служить статор і змінний струм створюється зовнішнім джерелом, тоді як в МПТ цю роль виконує колектор. Від потоку збудження генератора залежить його ЕРС, тобто вихідна напруга (згідно з формулою E = CФω — конструктивний коефіцієнт машини помножити на магнітний потік помножити на кутову швидкість обертання), від потоку збудження двигуна — обертовий момент і частота обертання.
У разі електромагнітного збудження можливі різні варіанти включення обмоток збудження. У випадку, якщо машина працює як генератор, ОЗ може живитися як від самого генератора (самозбудження), в цьому випадку початкове збудження може відбуватися як за рахунок короткочасного живлення ОЗ від стороннього джерела, так і за рахунок залишкової намагніченості машини, а може постійно живитися від стороннього джерела (незалежне збудження). Роль цього джерела може грати спеціальна електромашина, яка зветься збудник, або статичний перетворювач з такою ж назвою. Така схема нині широко поширена у електропередачах тепловозів.
Також можливе комбіноване збудження, застосовуване деяких авіаційних електрогенераторах — основний потік створюється постійними магнітами, але регулювання потоку на статорі додатково намотані обмотки, магнітний потік яких спрямований проти потоку постійних магнітів. У цьому випадку при запуску на якір діє повний магнітний потік, який зі зростанням обертів генератора послаблюється за допомогою подачі струму в обмотки — для стабілізації напруги на виході генератора.
У двигунах також можливе збудження від постійних магнітів, так і електромагнітне. Перший варіант застосовується у невеликих колекторних двигунах (наприклад, двигунах іграшок або двигуні насоса склоомивача автомобіля), а також у синхронних двигунах комп'ютерних дисководів. При електромагнітному збудженні можливе включення ОЗ послідовно з якорем (в основному застосовується в колекторних двигунах, для такої схеми характерна м'яка характеристика двигуна — плавне наростання моменту при зростанні навантаження на валу), паралельно (у цьому випадку х-ка жорстка — при збільшенні навантаження різко зростають якірний струм і з ним момент двигуна), а також незалежне збудження — живлення ОВ від стороннього джерела. Існують і двигуни змішаного збудження — як із кількома обмотками індуктора, так і зі складним включенням єдиної обмотки. Наприклад, двигуни електровозів 2ЕС4К і пізніх ВЛ10К можуть працювати в режимі послідовного, незалежного або змішаного збудження — у третьому випадку ВВ включені послідовно з якорями, але паралельно підживлюються від перетворювачів збудження.